# Telelettura
La telelettura è metodo di rilevamento a distanza per via telematica dei consumi di gas, luce e altre utenze. 
Etimologicamente il termine è composto da tèle (dal greco τηλε-, τῆλε  con il significato di lontano) e lettura (dal lat. tardo lectura, derivata da legĕre).

## Caratteristiche tecniche
In pratica, la telelettura avviene tramite un dispositivo in grado di connettere un’apparecchiatura di misura con una rete di telecomunicazioni, allo scopo di permettere l’acquisizione remota dei dati rilevati.  
Una apparecchiatura elettronica rileva il conteggio del consumo di un contatore di acqua, luce o gas e procede all'invio a distanza dei dati verso un’unità centrale (server) che li raccoglie ed elabora (molto spesso tramite tecnologia GSM - Global System for Mobile Communications - o GPRS - General Packet Radio Service -). L'acquisizione di informazioni di telelettura di dispositivi di misura dei consumi elettrici connessi al sistema elettrico di distribuzione può essere effettuata tramite connessione Powerline verso apparati concentratori che poi trasmettono a loro volta le letture al Sistema di Acquisizione Centrale (SAC). Per la telelettura degli impianti idrici esistono anche soluzioni intermedie (ad esempio la telelettura di prossimità  - Walk-by-), che tuttavia prevede personale addetto. Questa tecnologia consente l'acquisizione dall'esterno della proprietà, senza accesso fisico al contatore.